# Problema del año 10000
El problema del año 10000, por el numerónimo Y10K, es una clase de todos los errores de software potenciales que aparecerían cuando surgiera la necesidad de expresar años con cinco dígitos. El problema puede tener efectos perceptibles hoy y ha sido mencionado en «RFC 2550 - Y10K and Beyond».

## Relevancia práctica
Las modas históricas y tecnológicas sugieren que es prácticamente imposible que cualquier tecnología de tratamiento de datos o software en uso hoy siga estando activa en el año 10000, y lo mismo aplica al calendario gregoriano. Sin embargo, los años con cinco dígitos son un problema hoy para algunos programas de análisis prospectivos, como software que examina propuestas para manejo a largo plazo de los residuos radioactivos.